# Кондревский
Кондревский — посёлок в Урицком районе Орловской области России.
Входит в состав Луначарского сельского поселения.

## География
Расположен юго-западнее деревни Кондрево на правом берегу ручья Рысец.
Через Кондревский проходит просёлочная дорога, выходящая на автомобильную дорогу; имеется одна улица — Восточная.

## Население
| 2010 |
| ---- |
| 1    |